# Terunofuji Haruo
Terunofuji Haruo (照ノ富士 春雄?   nacido el 29 de noviembre de 1991 como Gantulga Ganerdene) es un luchador de sumo de Ulan-Bator, Mongolia.  En julio de 2021 se convirtió en el 73.º yokozuna y quinto de nacionalidad mongola.

## Trayectoria
Comenzó su carrera en sumo en enero de 2011 y consiguió alcanzar el título en la segunda división (jūryō) en su debut como sekitori en septiembre de 2013. Alcanzó el título de la máxima división (makuuchi) en mayo de 2015, tras 25 torneos desde su debut profesional, cifra solo superada por Asashōryū y Takanohana con 23 torneos. Gracias a esto, en el siguiente torneo alcanzó el segundo mayor rango, ōzeki. Ha sido subcampeón en cuatro torneos, pero ha sufrido varias lesiones que provocaron su descenso de categoría en noviembre de 2017. En dicho torneo participó como sekiwake, pero tuvo que retirarse lesionado nuevamente. En 2024, se convirtió en uno de los luchadores de sumo más laureados de la historia, con 9 campeonatos en la máxima división.